# Ketoza (presnova)
Ketoza je metabolično stanje, ki se kaže s povišanimi ketonskimi telesiv kri ali urinu. Fizioloska ketoza je normalen odziv na nizko raven glukoze, ki je lahko posledica nizko hidratnih (LCHF) diet ali posta in zagotavlja dodaten energijski vir za možgane v obliki ketonov. V fiziološki ketozi je raven ketonov dvignjena nad normalno raven, vendar je ohranjena telesna kislinsko-bazična homeostaza.
V nasprotju je ketoacidoza, ki pomeni nekontrolirano produkcijo ketonov, ki se zgodi v pataloških stanjih in povzroči metabolično acidozo, ki zahteva nujno medicinsko pomoč. Ketoacidoza je ponavadi rezultat pomanjkanja insulina pri diabetikih tipa 1. Nivo ketonov se lahko meri v krvi, urinu ali zadahu in je povprečno med 0.5 in 3.0 millimolarjev (mM) v fiziološki ketozi, medtem ko je koncentracija ketonov v ketoacidozi višja od 10 mM.
Ketoni so vedno prisotni v krvi čeprav le v sledeh. Raven se začne zviševati z nižanjem krvnega sladkorja in glikogenskih zalog, takrat jetra preidejo z metaboliziranjem ogljikovih hudratov na metaboliziranje maščobnih kislih. To se dogaja, ko pride do stanj povečane oksidacije maščobnih kislin kot so, post, stradanje, omejevanje ogljikovih hidratov ali daljši treningi.
Ko jetra metabolizirajo maščobne kiseline v acetyl-CoA, se nekaj molekul acetyl-CoA molekul lahko spremeni v ketonska telesa: acetoacetat, beta-hidroksibutirat in aceton. Ta ketonska telesa se lahko uporabijo kot vir energije, kot tudi v funkciji signalnih molekul. Jetra sama ne morejo uporabiti teh teles za energijo, zato se ketonska telesa izločijo v kri za uporabo v perifernih tkivih, vključno z možgani.
Ko se ketoza doseže z omejevanjem ogljikovih hidratov, se imenuja prehranska ketoza. Nizko hidratna dieta, z zmernim vnosom proteinov ki vodi do ketoze se imenuje ketonska dieta. Ketoza je priznana kot tretmant za zdravljenje epilepsije, kot tudi pri zdravljenju diabetisa tipa 2.
Trenutno poteka veliko raziskav in se preiskuje možen učinek ketoze na vrsto nevroloških bolezni, metaboličnega sindroma, več vrst raka in drugih bolezenskih stanj.

## Definicija

### Fiziološka ketoza
Fiziološka ketoza je normalno fiziološko stanje, za katero so značilni povišani serumski ketoni ter normalen nivo glukoze v krvi in pHja v krvi.  Povečanje proizvodnje ketonskih teles je odziv telesa na nizko razpoložljivost glukoze, ki predstavlja nadomestni vir energije za možgane. Fiziološka ketoza je lahko posledica katerega koli stanja, ki poveča oksidacijo maščobnih kislin, vključno s postom, dolgotrajno telovadbo ali dietami z zelo nizko vsebnostjo ogljikovih hidratov, kot je ketogena dieta.    Kadar fiziološko ketozo povzroči omejevanje ogljikovih hidratov, jo včasih imenujemo tudi prehranska ketoza. Ravni ketonov načeloma ostanejo pod 3 mM. 

### Ketoacidoza (diabetična)
Ketoacidoza je patološko stanje nenadzorovane proizvodnje ketonskih teles, ki povzroči metabolično acidozo . Ketoacidozo najpogosteje povzroči pomanjkanje inzulina pri diabetesu tipa 1 ali pozni fazi diabetesa tipa 2, lahko pa je tudi posledica kronične uporabe močnega alkohola, zastrupitve s salicilati ali zaužitja izopropilnega alkohola.   Ketoacidoza povzroča pomembne motnje v presnovi in je življenjsko nevarna. Zahtevo nujna medicinska pomoč. Ketoacidoza se razlikuje od fiziološke ketoze, saj zahteva odpoved normalne regulacije proizvodnje ketonskih teles.  

## Vzroki
Povišane ravni ketonov v krvi so najpogosteje posledica pospešene proizvodnje ketonov, lahko pa tudi zaradi uživanja eksogenih ketonov ali njihovih prekurzorjev.
Ko so zaloge glikogena in glukoze v krvi nizke, pride do presnovnega premika, da se glukoza prihrani za možgane, saj možgani maščobnih kislin ne morejo porabiti za energijo. Ta premik vključuje povečano oksidacijo maščobnih kislin in proizvodnjo ketonov v jetrih kot nadomesten vir energije tako za možgane kot tudi za skeletne mišice, srce in ledvice.   Nizka raven ketonov je vedno prisotna v krvi in se v pogojih nizke razpoložljivosti glukoze poveča. Na primer, po nočnem postu 2-6% energije prihaja iz ketonov, ki se pa po 3-dnevnem postu poveča na 30-40%. 
Potrebna količina omejevanja ogljikovih hidratov za povzročitev stanja ketoze, je različna in je odvisna od ravni aktivnosti, občutljivosti na inzulin, genetike, starosti in drugih dejavnikov, vendar se ketoza običajno pojavi, če vsaj tri dni zaužijemo manj kot 50 gramov ogljikovih hidratov na dan. 
Novorojenčki, nosečnice in doječe ženske so populacije, ki še posebej hitro razvijejo fiziološko ketozo kot odgovor na energetske izzive, kot so post ali bolezen. To lahko v času bolezni napreduje do ketoacidoze, čeprav se zelo redko pojavi. Nagnjenost k tvorbi ketonov pri novorojenčkih povzročajo prehrana z visoko vsebnostjo maščob v materinem mleku, nesorazmerno velik osrednji živčni sistem in omejen glikogen v jetrih.  

## Biokemija
Prekurzorji ketonskih teles vključujejo maščobne kisline iz maščobnega tkiva ali prehrane in ketogene aminokisline .   Tvorba ketonskih teles nastane s pomočjo ketogeneze v mitohondrijskem matriksu jetrnih celic.
Maščobne kisline se lahko sprostijo iz maščobnega tkiva z adipokinom, ki signalizira visoke ravni glukagona in epinefrina ter nizke ravni insulina v krvi. Visok glukagon in nizek inzulin sta posledica nizke razpoložljivosti glukoze, kot se zgodi tekom posta.  Maščobne kisline, vezane na koencim A, omogočajo prodor v mitohondrije. Ko so znotraj mitohondrija, se vezane maščobne kisline uporabljajo kot gorivo v celicah, predvsem z beta oksidacijo, ki v vsakem ciklu odcepi dva ogljika iz molekule acil-CoA, da nastane acetil-CoA . Acetil-CoA vstopi v cikel citronske kisline, kjer se kondenzira aldol z oksaloacetatom, da nastane citronska kislina ; citronska kislina nato vstopi v ciklus trikarboksilne kisline (TCA), ki v originalni maščobni kislini ustvari zelo visok donos energije na posamezen atom ogljika. 

## Merjenje
Raven ketonskih teles lahko izmerimo s testiranjem urina, krvi ali dihanja. Neposredna primerjava teh metod ni primerljiva, saj merijo različna ketonska telesa.

### Testiranje urina
Testiranje urina je najpogostejša metoda testiranja na ketone. Testni trakovi za urin uporabljajo nitroprusidno reakcijo z acetoacetatom, da dobimo polkvantitativno mero na podlagi spremembe barve traku. Čeprav je beta-hidroksibutirat prevladujoči keton v obtoku, testni lističi za urin merijo le acetoacetat. Ketoni v urinu pogosto slabo odražajo koncentracijo v krvi zaradi spremenljivosti izločanja ketonov skozi ledvice, vpliva na hidriranost posameznika in delovanje ledvic.  

### Testiranje krvi
Ketonski merilniki ki, delujejo preko majhnega vboda v izbran prst omogočajo takojšnje testiranje ravni beta-hidroksibutirata v krvi, podobno kot glukometri. Raven beta-hidroksibutrata v krvi lahko izmerimo tudi v laboratoriju. 

## Medicinska uporaba

### Epilepsija
Ketoza, ki jo povzroča ketogena dieta, je dolgo sprejet način zdravljenja refraktarne epilepsije. Prvič je bil uporabljen v dvajsetih letih prejšnjega stoletja, zdaj pa se široko uporablja za pediatrične in odrasle bolnike. 

## Poglej tudi
- Bioenergetika
- Ketonurija
- Nizko kalorična dieta
- Inuitska prehrana